# Ryticaryum lucidum
Ryticaryum lucidum är en tvåhjärtbladig växtart som beskrevs av Schellenb.. Ryticaryum lucidum ingår i släktet Ryticaryum och familjen Icacinaceae. Inga underarter finns listade i Catalogue of Life.